# Klorose (plantesygdom)
 For alternative betydninger, se Klorose. (Se også artikler, som begynder med Klorose)
Klorose (latin chlorosis - af græsk chloros, som betyder "bleggrøn") er indenfor botanik et samlingsnavn for forskellige sygdomstilstande hos planter, som kendetegnes ved nedsat eller udebleven evne til at danne klorofyl. Dette medfører at bladene bliver blege eller til og med helt hvide og planten får nedsat livskraft.
Klorose kan forårsages af for lidt lys eller af næringsstofmangel af fx nitrogen eller jern (som så kaldes jernklorose). Klorose kan også forårsages af for højt eller lavt pH, fx på grund af for høje mængder af kalk i jorden (hvilket kaldes kalkklorose). Visse planter kan have genetiske arvefejl, som kan gøre, at de helt eller delvis mister evnen til at danne klorofyl. Det sidste resulterer i hvidbrogede blade.
Ved tørke kan planter og træer rammes af klorose. Tilstanden starter med at bladene krøller sammen. For at beskytte sig mod tørken, lukker plantens spalteåbninger, hvilket medfører at fotosyntesen ophører. Klorofylen kommer derfor til at tabes. Derfor kan træer begynde at få efterårsfarver allerede om sommeren. Løvet eller bladene tabes senere fordi de er blevet klorotiske.